# Мусь (деревня)
Мусь — деревня в Килемарском районе Республики Марий Эл. Входит в состав Большекибеевского сельского поселения.

## География
Находится в западной части республики Марий Эл на расстоянии приблизительно 16 км по прямой на северо-восток от районного центра посёлка Килемары.

## История
Образована в 1891 году переселенцами из Пибаевской волости Вятской губернии. В 1891 году в деревне в 35 дворах проживали 115 человек. В 1931 году деревня из Санчурского района была передана в Горномарийский район. В 1933 году здесь проживали 328 человек, русские. В 1939 году в деревне проживали 352 человека, в 1941 году насчитывалось 324 жителя. В 1950 году в деревне проживали 235 человек, в 1961 году было 69 дворов, в 1967 году проживали 245 человек. В 1974 году в 72 хозяйствах проживали 209 жителей. В советское время работал колхоз"Луч", переименованный в дальнейшем в «Светлый луч».

## Население
Население составляло 47 человек (русские 87 %) в 2002 году, 27 в 2010.